# Raphia palma-pinus
Raphia palma-pinus là loài thực vật có hoa thuộc họ Arecaceae. Loài này được (Gaertn.) Hutch. miêu tả khoa học đầu tiên năm 1936.